# قناع حنجري

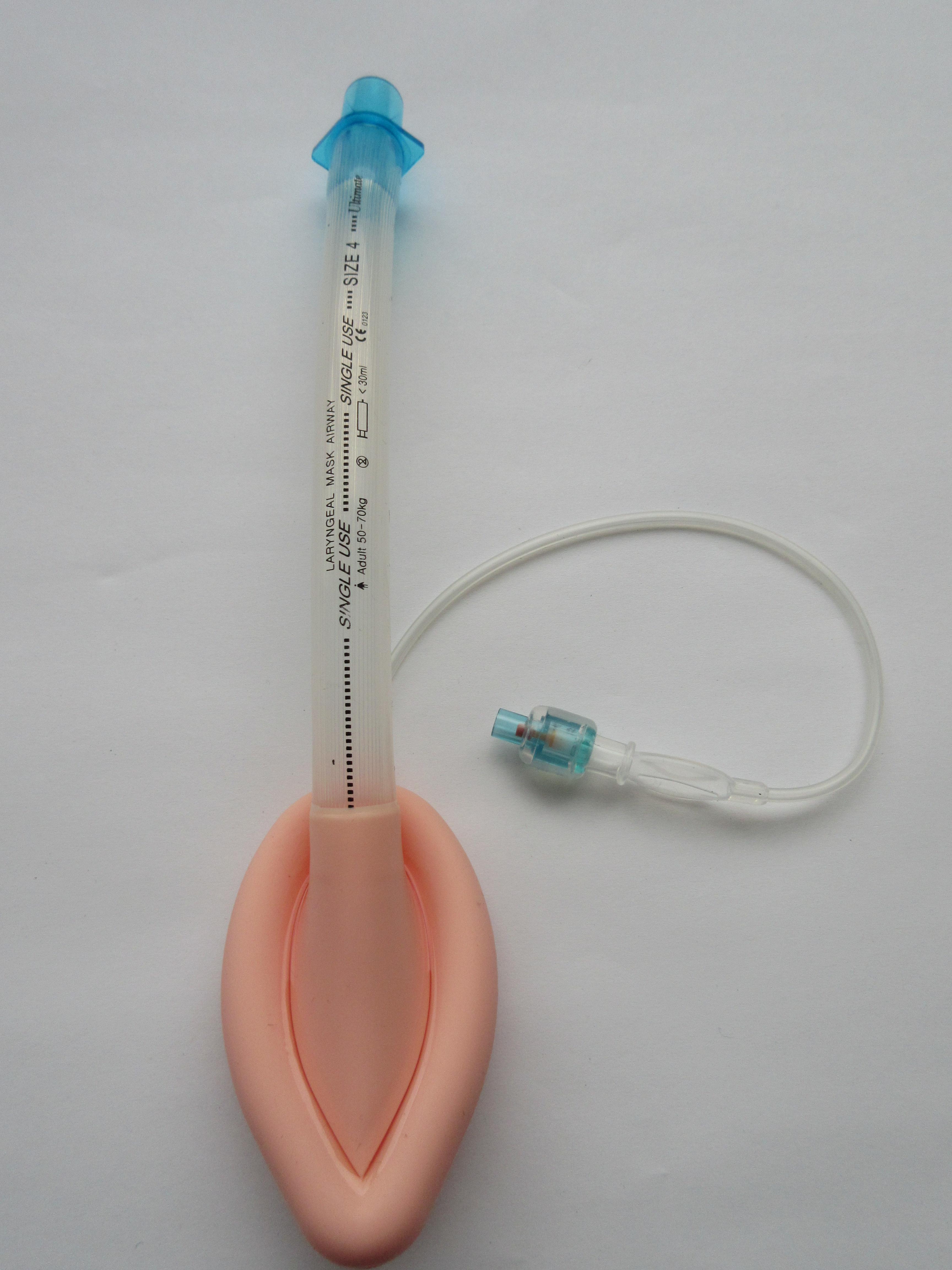
قناع حنجري

القناع الحنجري (بالإنجليزية: Laryngeal mask)‏ هو أداة طبية تستخدم في الحفاظ على المسلك الهوائي مفتوحاً في المريض فاقد الوعي أو المعرض للتخدير الكلي. يختلف القناع الحنجري عن الأنبوبة الحنجرية في كونه يتم تثبيته أعلى مزمار الحنجرة بملئه بالهواء ولا يدخل إلى القصبة الهوائية. تم اختراع القناع الحنجري و تقديمه لأول مرة عن طريق طبيب التخدير البريطاني أرشي براين في أواخر الثمانينيات من القرن العشرين.

## الوصف
يتكون القناع الحنجري بشكل أساسي من أنبوب هوائي متصل في طرفه بقناع بيضاوي الشكل، هذا القناع الطرفي يمكن نفخه بالهواء أو تثبيته دون الحاجة لذلك في بعض الأنواع. عند تثبيت القناع الحنجري بشكل صحيح يكون تجويف القناع الطرفي مقابلاً للفراغ بين الأحبال الصوتية وهو ما يسمح بالتهوية.

## دواعي الاستعمال
يمكن استخدامه في العمليات الصغرى كبديل عن القناع الوجهي حيث يسمح لطبيب التخدير بالحفاظ على تهوية المريض دون الحاجة لحمل القناع الوجهي أو تثبيته بيديه. كما يمكن استخدامه كبديل عن الأنبوبة الحنجرية، يعد أحد الخيارات المتاحة في التهوية الميكانيكية، ويعد الخيار الأول في كثير من الأحيان في حالة وجود صعوبة في الحفاظ على المسلك الهوائي.

## مضاعفات الاستعمال
يمكن أن يتسبب في حدوث إصابة في المسلك الهوائي خصوصاً في حالة تركيب حجم غير مناسب أو نفخ القناع الطرفي بكمية هواء أكبر من المطلوب وقد يؤدي ذلك إلى شعور المريض بألم الحلق بعد الاستيقاظ، قد يؤدي إلى دخول الهواء إلى المعدة بما يسبب حدوث الارتجاع، قد يحدث تشنج حنجري في بعض الأحوال ما يؤدي إلى غلق المسلك الهوائي.

## موانع الاستعمال
يمنع استخدام القناع الحنجري في حالة وجود خراج حنجري، كما يمنع استخدامه في حالات الاشتباه بامتلاء المعدة كما في عمليات الولادة، وفي حالة وجود تشنج قصبي أو في حالة الحاجة إلى تهوية رئة واحدة فقط في بعض العمليات.

## أنواع الأقنعة الحنجرية
تم استحداث أنواع مختلفة من الأقنعة الحنجرية تشترك جميعها في المبدأ الأساسي لكنها تضيف مميزات جديدة لم تتواجد في التصميم الأصلي للأداة، ومن الأنواع الأكثر استخداماً :
- القناع الوجهي المرن (بالإنجليزية: Flexible laryngeal mask): يوفر أنبوبة هوائية مدعمة وأكثر مرونة من النموذج الأصلي، ويتم استخدامها في عمليات الوجه والعنق. تم استحداث هذا النوع عام 1994.
- القناع الوجهي التنبيبي (بالإنجليزية: Intubating laryngeal mask): يستخدم في حالة صعوبة تركيب أنبوبة حنجرية حيث يساعد تصميم القناع على ادخال أنبوبة حنجرية أصغر حجماً من خلاله. تم استحداثه عام 1997.
- القناع الوجهي المَعِدي (بالإنجليزية: Gastric laryngeal mask): يشمل فتحة اضافية تمكن من ادخال أنبوب معدي ما يقلل من إمكانية حدوث مضاعفات ناتجة عن دخول الهواء إلى المعدة.[4]